# NGC 7405
NGC 7405 is een niet-bestaand object in het sterrenbeeld Pegasus. Het hemelobject werd op 5 september 1864 ontdekt door de Duitse astronoom Albert Marth.